# Bled Golf & Country Club
Bled Golf & Country Club is de oudste golfclub in Slovenië. Hij ligt in de historische stad Bled.
De club werd in 1937 opgericht en in 1972 door Donald Harradine volledig gerenoveerd. De King's Course heeft 18 holes en de Lake Course heeft 9 holes.
De baan wordt beschermd door de Karawanken aan de Oostenrijkse kant en door de Julische Alpen aan de Italiaanse kant.

## Toernooien
- Eenmaal per vier jaar is de golfclub gastheer van de Harradine Cup, die in de andere jaren gehouden wordt in Duitsland, Oostenrijk of Zwitserland.